# Виани, Лоренцо
Лоренцо Виани (итал. Lorenzo Viani; 1 ноября 1882, Виареджо, Италия — 2 ноября 1936, Рим, Италия) — итальянский художник, писатель
, публицист и поэт.

## Биография
С 11-летнего возраста учился на парикмахера. Встречался с деятелями культуры и политики Л. Биссолати, Г. Д’Аннунцио, Д. Пуччини, А. Коста, М. Гарибальди, оказавшими влияние на его дальнейшее творчество.
Сторонник идей анархизма, участвовал в анархистских и социалистических демонстрациях.
С 1900 по 1903 год посещал занятия в Академии изящных искусств в Лукке. Учился живописи у Джованни Фаттори.
В 1908—1909 годах жил в Париже.
Художник-модернист. В начале творил, вдохновленный идеями реализма, позже, под влиянием символизма и постимпрессионизма, пришёл к экспрессионизму. На своих картинах изображал сцены жизни скромных людей, бедных, обездоленных, используя антиакадемический, грубый, жёстокий язык, отражая мир бунта и страданий. С 1910 года создал ряд великолепных произведений эпического характера и большой выразительности.
После окончания Первой мировой войны наряду с живописью, занялся активной литературной и публицистической деятельностью. В 1930 году стал лауреатом престижной литературной премии Премии Виареджо.

## Избранные литературные произведения
- Ceccardo, Milán, (1922).
- Gli ubriachi, Milán, (1923).
- Giovanni senza paura, Florencia, (1924).
- Parigi, Florencia, (1925).
- I Vàgeri, Milán, (1926).
- Angiò, uomo d’acqua, Milán, (1928).
- Ritorno alla patria, Milán, (1930).
- II figlio del pastore, Milán, (1930).
- Storie di umili italiani, Roma, (1934).
- Le chiavi nel pozzo, Florencia, (1935).
- Barba e capelli, Florencia, (1939).
- Gente di Versilia, Florencia, (1946).
- Cuor di madre, Florencia, (1961).